# The Dreams
The Dreams var et pop/rock band fra Færøerne. Bandet har spillet sammen siden 2004 og deltog i 2008 i Dansk Melodi Grand Prix, hvor de sluttede som nummer fire.
I 2006 udgav de deres debutalbum Tazy, der indeholder genindspilninger af færøske klassikere. Senere tog de Eirikurs lillebror, Heini (bedre kendt som Corfitz) med i bandet som havde startet sit eget band som hed Paradox. Paradox udgav en CD som hedder Falling in love Derefter flyttede de til Danmark, hvor de bl.a. deltog i Mtv Acut, der er en international konkurrence. 24 bands deltog, og The Dreams endte på en tredjeplads. De deltog senere i Global Battle of the Bands, hvor de ender på en tredjeplads, igen. Her mødte de også Chief 1, der senere blev deres producer/manager. 
De udgav deres første album på dansk (Den Nye By), som er blev taget godt imod af det danske musikpublikum. 
The Dreams’ første musikvideo, "La’ Mig Være", røg direkte ind på førstepladsen på DR1s Boogielisten.
De røg endnu en gang på førstepladsen med videoen til "Himlen Falder/Helvede Kalder", hvor de lå i top 3 alle 10 uger. Også opfølgeren "Backstabber" strøg direkte ind på Boogielistens 1. plads i første uge og lå på listen i alle 10 uger som det eneste danske band, der har ligget der i alle 10 mulige uger. The Dreams lå på 1. pladsen på Boogies årsliste 2008 med "Backstabber" og samtidig på 2. pladsen med "Himlen falder/Helvede kalder". Også singlen "Ingen kan erstatte dig" er blevet et hit, men nåede dog ikke lige så højt på boogie listen. 
I februar 2010 udgav de deres albummet Revolt, hvor de som noget nyt prøvede med engelske tekster.
I 2013 udkom deres sidste singler "Trash Can Friend" og "Head Down Tired"
I 2014 meldte brødrene Corfitz på Facebook at de måtte forlade bandet fordi de følte "at tiden [var] kommet til at søge nye musikalske udfordringer, og [vi] har derfor brug for at kunne engagere os 100% i disse".
Deres sidste koncert blev dermed i september samme år.  

## Medlemmer
- Hans Edward Andreasen – forsanger og guitar
- Eirikur Gilstón Corfitz Andersen – bas og kor
- Heini Gilstón Corfitz Andersen (kaldet Corfitz) – Lead guitar og kor
- Heini Mortensen – trommer og percussion

## Diskografi
| Album                      | År   |
| -------------------------- | ---- |
| Tazy                       | 2006 |
| Den Nye By                 | 2008 |
| Den Nye By 09 - Sakin Live | 2009 |
| For Dreamers Only          | 2009 |
| Revolt                     | 2010 |

| Single                         | Album                      | År   |
| ------------------------------ | -------------------------- | ---- |
| "La Mig Være"                  | Den Nye By                 | 2008 |
| "Himlen Falder/Helvede Kalder" | Den Nye By                 | 2008 |
| "Backstabber"                  | Den Nye By                 | 2008 |
| "25 (Den Nye By, prt 2)"       | Den Nye By 09 - Sakin Live | 2008 |
| "Ingen Kan Erstatte Dig"       | Den Nye By 09 - Sakin Live | 2009 |
| "Under The Sun"                | Revolt                     | 2009 |
| "Revolt"                       | Revolt                     | 2010 |
| "The Optimist"                 | Revolt                     | 2010 |
| "Head Down Tired"              | -                          | 2013 |
| "Trash Can Friend"             | -                          | 2013 |